# Colastes amoenus
Colastes amoenus är en stekelart som beskrevs av Sergey A. Belokobylskij 2000. Colastes amoenus ingår i släktet Colastes och familjen bracksteklar. Inga underarter finns listade i Catalogue of Life.